# Mistrz (bohater literacki Świetlickiego)
Mistrz – bohater literacki Marcina Świetlickiego, który pojawił się po raz pierwszy w opowiadaniu Kotek (w antologii „Trupy polskie”, 2005), następnie np. w powieściach:  Dwanaście z  2006 r., Trzynaście z 2007 r., Jedenaście z 2008 r. oraz Orchidea z 2009 r. oraz w opowiadaniach napisanych wraz z Gają Grzegorzewską i  Irkiem Grinem. Ponownie pojawił się w opowiadaniu Plus nieskończoność z 2011 r., zamieszczonym w zbiorze Powieści z tego samego roku. W tym opowiadaniu mistrz jest równocześnie narratorem.

## Charakterystyka
Mistrz jest bohaterem trylogii detektywistycznej, sam będąc detektywem. W praktyce jest to jednak jego działalność poboczna. W gruncie rzeczy mistrz nie zajmuje się niczym konkretnym, spędzając czas głównie na spotkaniach w knajpach. Są to głównie krakowskie knajpy Zwis, Dym, Piękny Pies i Biuro. Gdy jest z wizytą w Warszawie, odnajduje knajpę o podobnym charakterze. Jest byłą gwiazdą serialu sensacyjnego z lat 70. XX wieku, Mały mistrz na tropie, gdzie grał dziecięcego bohatera pomagającego Milicji Obywatelskiej. W czasie trwania fabuły powieści po jego dawnej sławie niewiele zostało, a on sam jest człowiekiem przegranym. Ta sytuacja go definiuje, a on sam owo przegranie w pewnym stopniu pielęgnuje, będąc zgorzkniałym ironistą, któremu nic się nie chce robić, podczas gdy sprawy kryminalne rozwiązują się mimochodem. Jest alkoholikiem i mizantropem.

## Spekulacje dotyczące pierwowzoru
Po wydaniu kolejnych książek o mistrzu pojawiły się spekulacje na temat pierwowzorów poszczególnych postaci, w tym głównego bohatera. W reakcji na to Świetlicki w notce odautorskiej w ostatniej książce trylogii deklaruje, że wszystkie postacie są fikcyjne. Podkreśla to również we wstępie do Powieści.
Ze względu na podobieństwo poglądów wygłaszanych przez mistrza oraz realiów, w których się obraca, do sytuacji podmiotu lirycznego wierszy Świetlickiego, wysuwana jest teza, że mistrz jest jego uzupełnieniem, radykalizacją czy też autoparodią. Za ostatnią opcją przemawiają za również pewne zniekształcone paralele między biografią Świetlickiego a mistrza. Sam Świetlicki twierdzi, że o ile na początku było to do pewnego stopnia prawdą, później starał się kreować mistrza na mniej podobnego do swojego podmiotu lirycznego. Mimo to tezy, że mistrz jest przejaskrawionym portretem samego Świetlickiego pojawiają się wśród czytelników, a Świetlicki przyznaje, że przynajmniej pod pewnymi względami jest on mu bliską postacią. Zdaniem Jasia Kapeli pomieszanie fikcji z realizmem jest grą Świetlickiego z czytelnikami, którzy zostaną oszukani, zbytnio utożsamiając mistrza z autorem. Według Grzegorza Tomickiego mistrz to alter ego Świetlickiego jako jego stereotypowe wyobrażenie wykreowane przez fanów jego wierszy i piosenek.